# 邢義
邢義（1450年—1519年），字介夫，號東厓，山東濟南府濟陽縣人，明朝政治人物。

## 生平
邢義是成化十六年（1480年）的舉人，二十年（1484年）成進士，獲授長垣知縣，撫循得宜獲得民心，因父親去世回鄉；服闋後補任睢寧知縣，考績報最升任四川道監察御史，事關民生的都正色上陳。
之後他歷任陝西按察司副使、陝西按察使，奉公守法，肅清關中弊政；為母親王太孺人終制三年後，於正德六年（1511年）再起用為河南按察使，一直保持清操，次年（1512年）六十歲被吳玉榮劾罷，但依然保持寒素，獲當地人推舉為人倫師表。

## 引用
1. ↑  《明故通议大夫河南按察司按察使邢公墓志铭》
赐进士出身徵仕郎吏科给事中前翰林院庶吉士邑人黄臣撰文并篆书：正德己卯四月之晦，闻予姑丈通议公疾，趋往问之，公强出见，予劝以饮食之可节者，公曰：傥获问当如吾子戒，但赋命有期，俯仰之间，勿之有恧焉尔矣，即不起，是吾宁之夕也。其子淳持唾壶侍公侧，密谓予曰：子其识之，恐有託邪。至五月九日，予再往，遇公俨坐厅事中，洞开重门，后前注目久之，俄移正寝，呼之林樽，不應，家事不一言，春秋实七十矣。呜呼！庸矩知公之遽殁也，庸矩知公前日之为遗言也。予幼从公授句读，长蒙训饬，故予哭公慟惟甚，非专于姻娅矣。至六月朔旦，淳辈具衰服，纍纍然款于门，泣曰：四孤皆辱子爱，爱人者徵于爱其亲也，卜是岁十月十日举大事，且将启母黄之榇，合葬祖兆，敢乞銘言，预勒之石，以俟堋焉。庶幸有知，将安子之为也。因按状：正德辛未岁，公始复官职河南按察使，未幾病内伤，致其仕，归而病，寻愈，于今七阅寒暑，行乐多矣。先以内台转陕西副使，以副明廉肃称，部使者交章荐之，凡七上铨曹，多公才，擢本司使。时逆瑾用事，尝求赂弗遂也，乃于己巳岁巧抵之法，废马边。遭太孺人之丧，不可穷辩久在外，乃归家守墓襄礼，已而瑾受诛，会有以公事白者，诏赐環。尝为四川道监察御史，弘治戊午岁巡鹾河東，庚申巡按徽池五府，壬戌期召刷卷。
2. 1 2  民國《濟陽縣志·卷十一·人物志》：邢義，字介夫，號東厓，成化進士，初授直隸長垣令，撫循振刷，得士民心。丁外艱，服闋補睢寧令，報最擢柏府，凡事關民社輒正色直陳；歷南畿山右等處，既陞陝西副憲，尋轉觀察使，奉公貞度，關中為之肅清。終王太孺人制，起河南總憲，殫心經營，清白之操始終不渝；年六十上章致政歸，遠囂簡出，依然寒素，共推人倫師表云。 據曾孫其諫題像
3. ↑  民國《濟陽縣志·卷十·選舉志》：邢義 成化庚子科（舉人），見進士
4. ↑  《明孝宗敬皇帝實錄·卷九十七》：（弘治八年二月己未）實授試監察御史，李鑑理刑、知縣邢義為監察御史，鑑廣東道，義四川道。
5. ↑  《明武宗毅皇帝實錄·卷七十五》：（正德六年五月壬申）復除邢義為河南按察司按察使。
6. ↑  《明武宗毅皇帝實錄·卷八十八》：（正德七年閏五月癸未）罷河南按察使邢義，紀功給事中吳玉榮劾其衰病廢事故也。